# NK TOP Kerestinec
Nogometni klub Tvornica olovnih proizvoda Kerestinec hrvatski je nogometni klub iz Kerestinca. Trenutačno se natječe u 4. NL Središte Zagreb – podskupina B. 

## Povijest
Osnovan je 1961. Od osnutka do 9. prosinca 1962. zvao se Bratstvo.

## Vanjske poveznice
- Profil, HNS Semafor